# Playtika

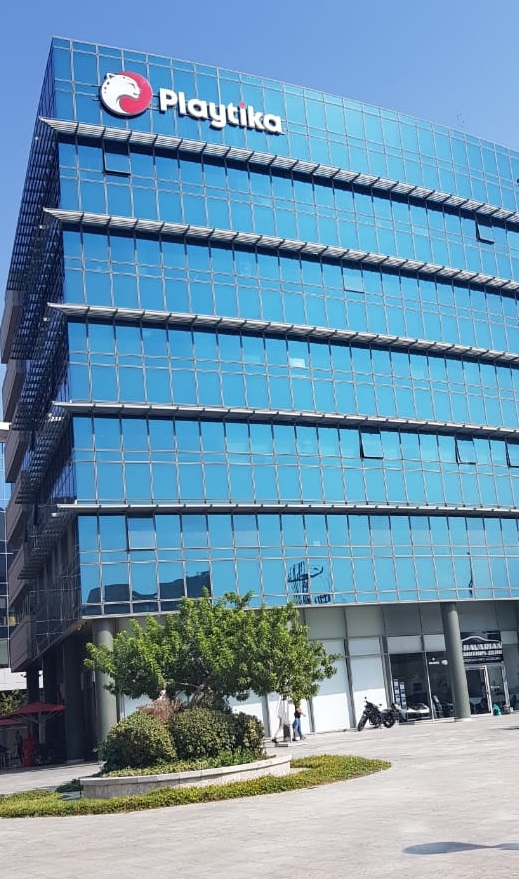
Штаб-квартира фірми у місті Герцлія, Ізраїль (2022)

Playtika (Playtika Holding Corp.) — ізраїльська IT-компанія з цифрових розваг, яка спеціалізується на розробці та виданні онлайн-ігор для мобільних казино. У 2021 році «Playtika» налічувала понад 35 мільйонів активних користувачів щомісяця. Штаб-квартира розташована в ізраїльскому місті Герцлія.

## Історія
Компанію заснували у 2010 році Роберт Антокол та Урі Шаак (син колишнього начальника штабу Сил оборони Ізраїлю та міністра Ізраїлю Амнона Ліпкіна-Шаака). У травні 2011 року компанію купила «Caesars Entertainment Corporation». Антокол залишався генеральним директором «Playtika», а компанія залишалася незалежною одиницею в рамках Caesars. У липні 2016 року діяльність компанії була придбана китайським консорціумом, вартістю 4,4 мільярда доларів.
Штаб-квартира компанії в Герцлії, Ізраїль. Фірма має понад 4000 співробітників в офісах по всьому світу, включаючи Тель-Авів, Лондон, Берлін, Відень, Гельсінкі, Монреаль, Чикаго, Лос-Анджелес, Лас-Вегас, Санта-Моніку, Сідней, Буенос-Айрес, Токіо, Бухарест, Мінськ, Вінницю, Дніпро, Київ.